# Gerfried Appelt
Gerfried Appelt (* 9. März 1932 in Reichenberg, Tschechoslowakei; † 12. Dezember 2022) war ein deutscher Geodät, Verwaltungsbeamter und Hochschullehrer.

## Leben
Appelt wurde 1962 an der Fakultät für Bauwissenschaften der Technischen Hochschule München promoviert. Von 1970 bis 1977 war er Lehrbeauftragter an der TU München und wurde dort 1977 zum Honorarprofessor ernannt. Von 1985 bis 1995 war er als Nachfolger von Theodor Ziegler Präsident des Bayerischen Landesvermessungsamts.

## Auszeichnungen
- 1994: Verdienstkreuz am Bande der Bundesrepublik Deutschland
- 2012: Soldnermedaille für besondere Verdienste um das Vermessungswesen[2]

## Schriften
- Kontinuierliche Formfehleruntersuchungen von topographischen Karten, Dissertation TH München, 1962